# Wat Phra Singh (Chiang Mai)

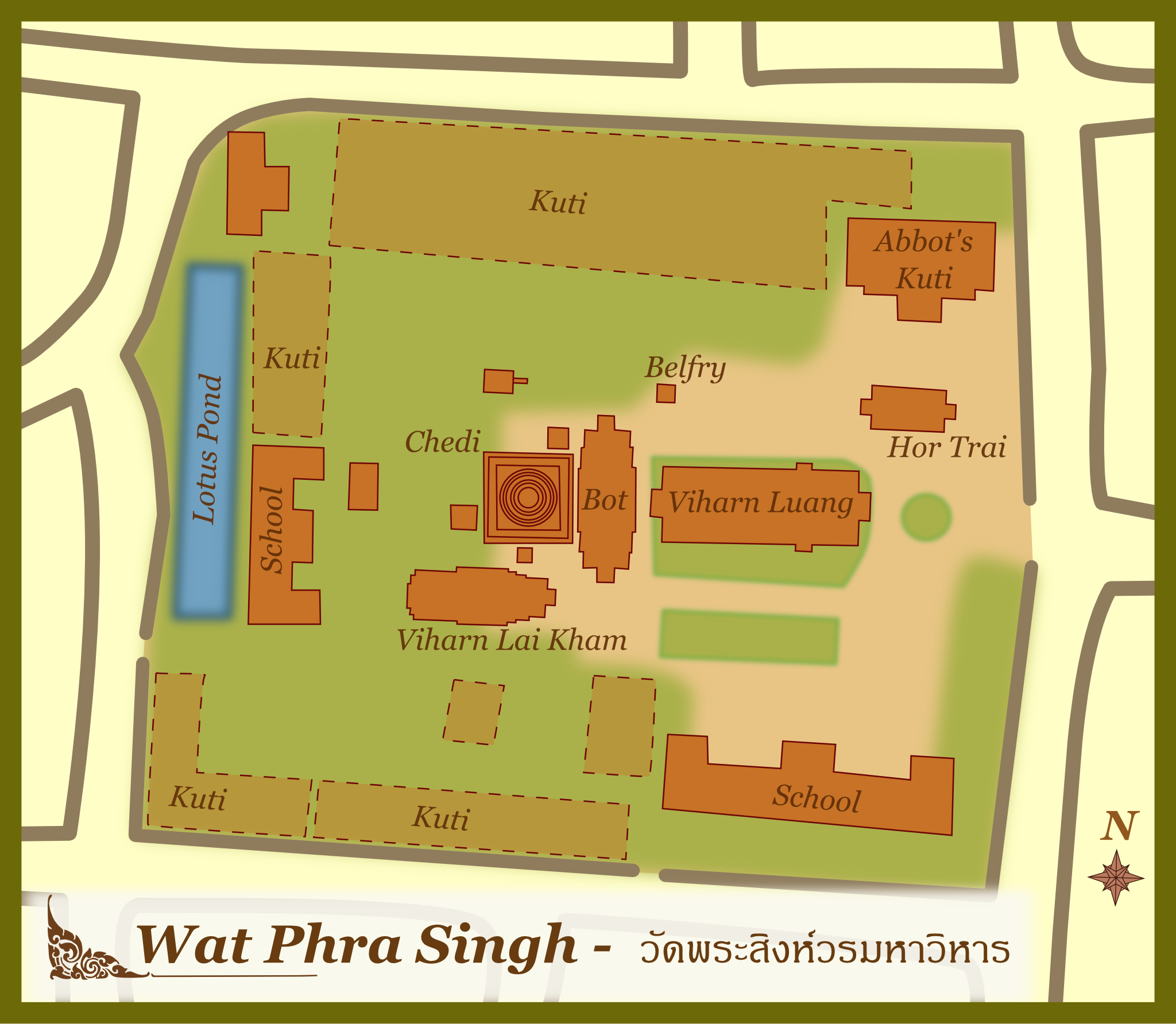
Vereenvoudigde plattegrond van Wat Phra Singh

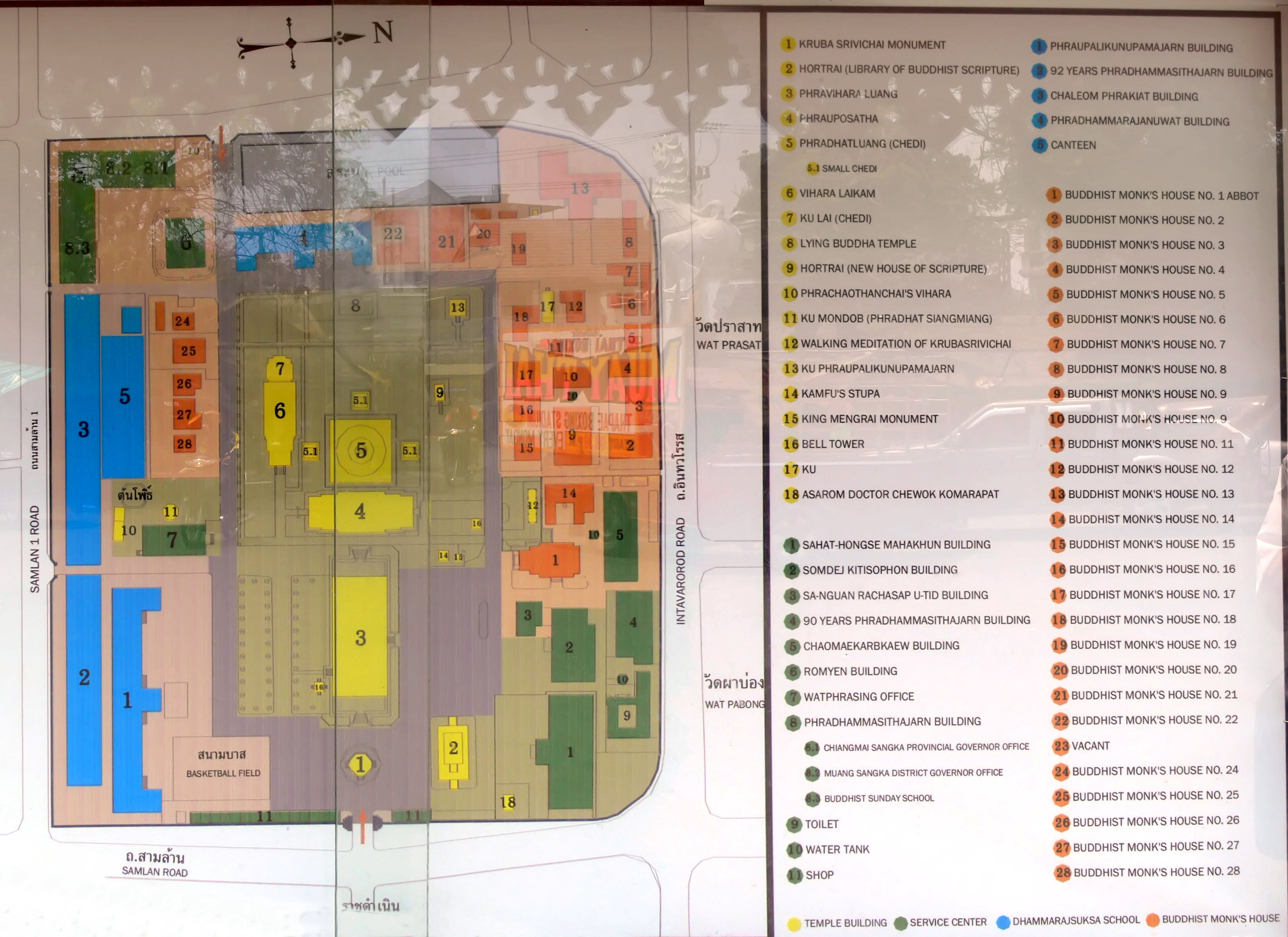
Uitgebreide plattegrond van Wat Phra Singh

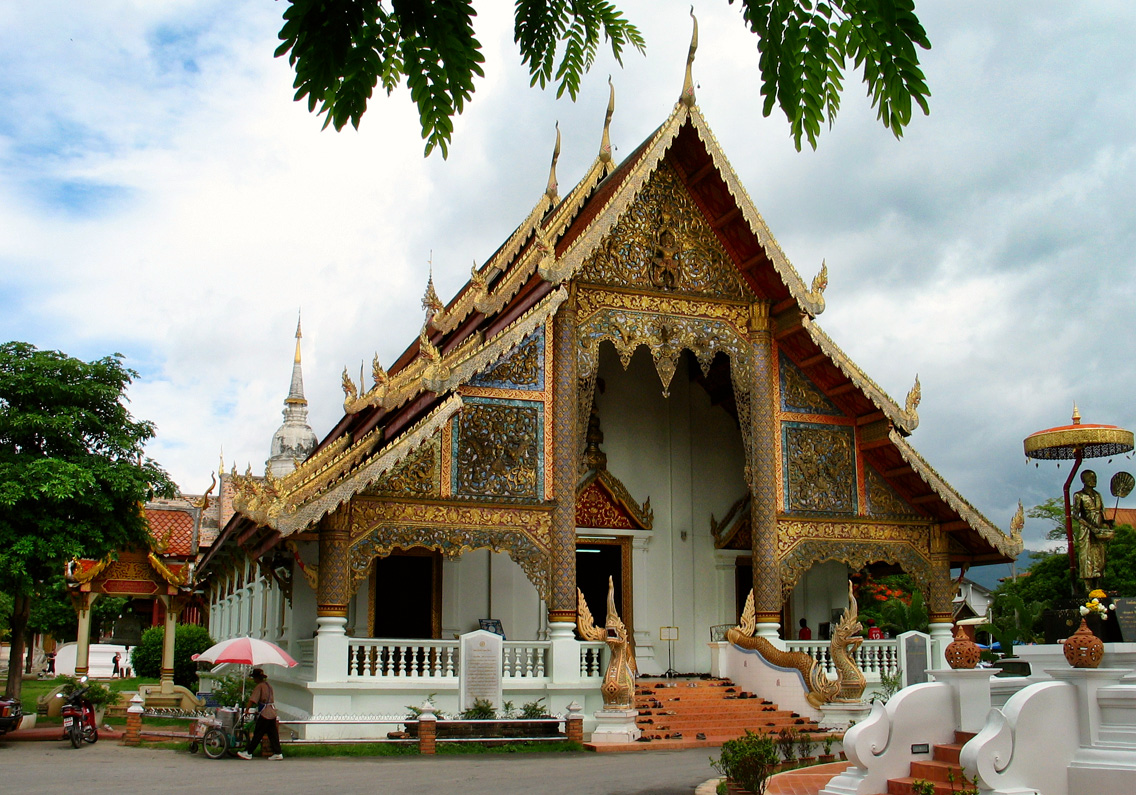
Wihan Luang

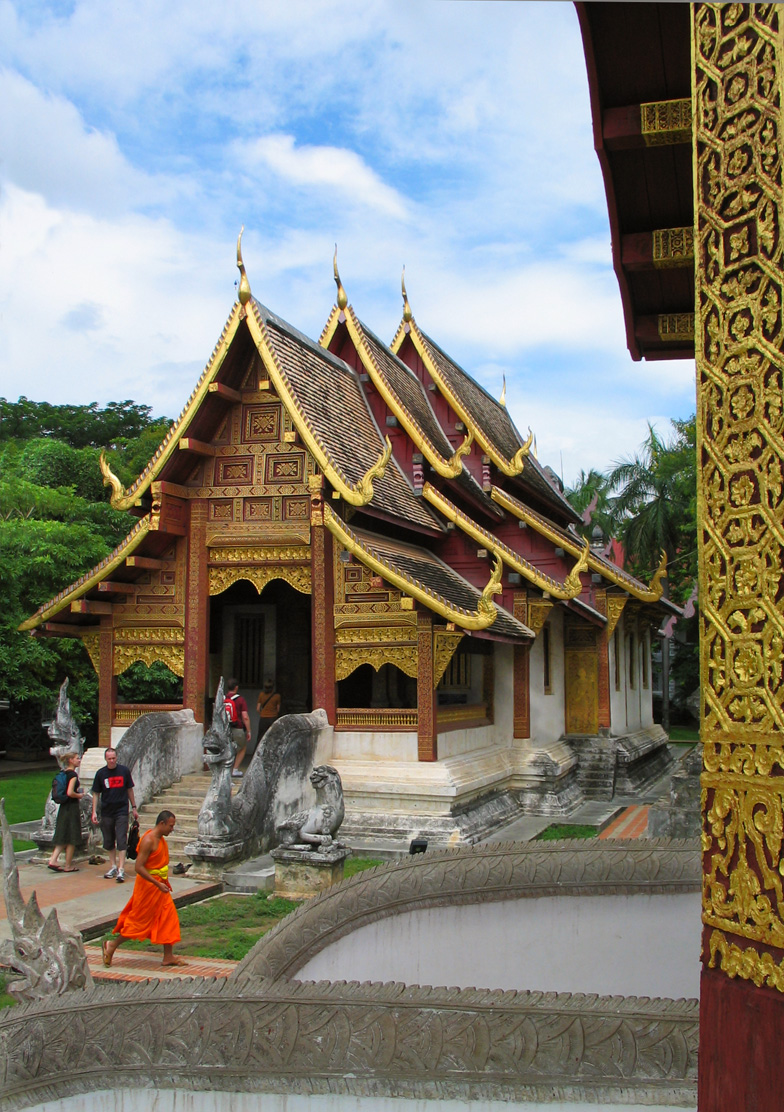
Wihan Lai Kham

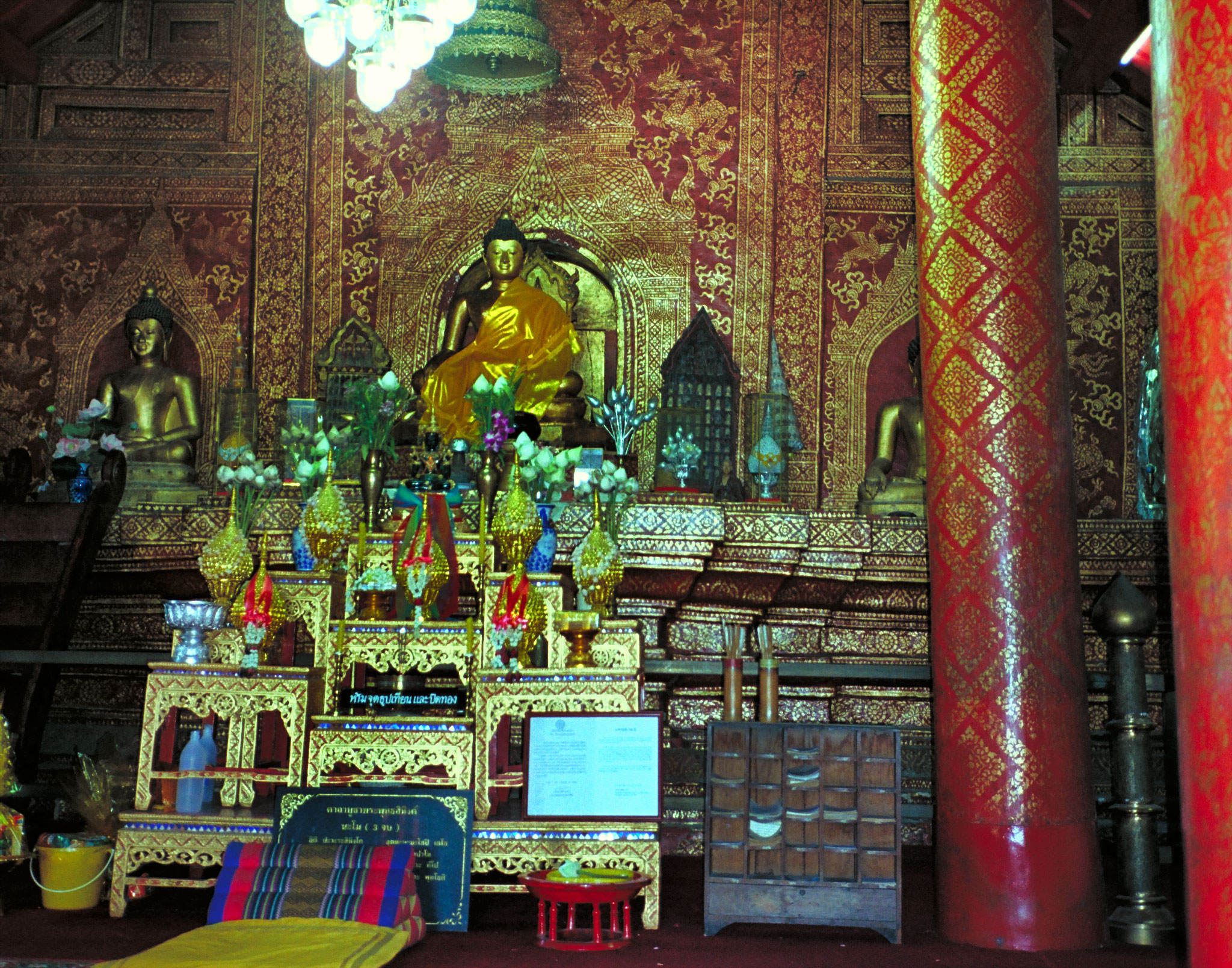
Phra Boeddha Sihing in de Wihan Lai Kham

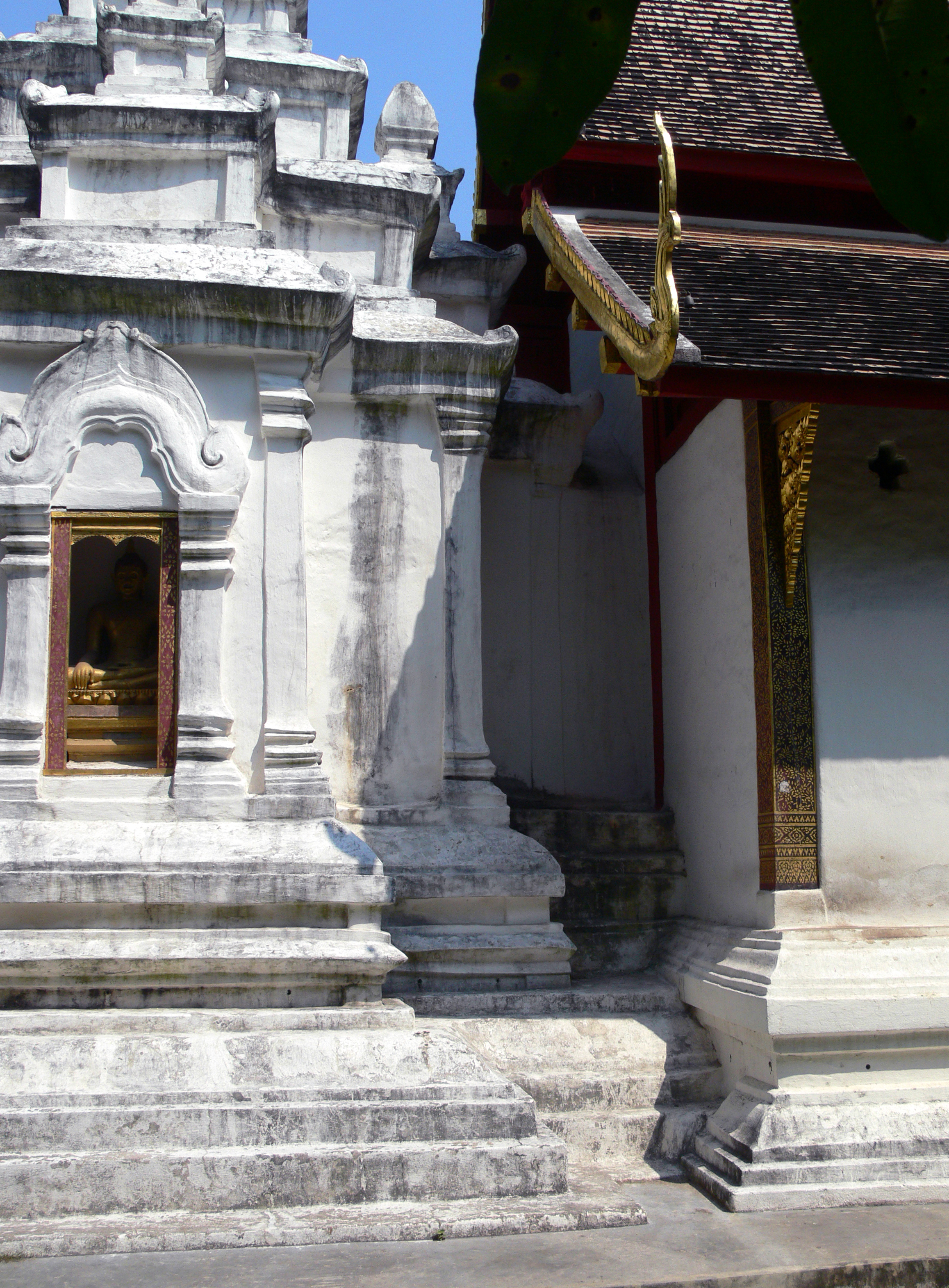
De Kulai Chedi met de verbindingstunnel naar de Wihan Lai Kham

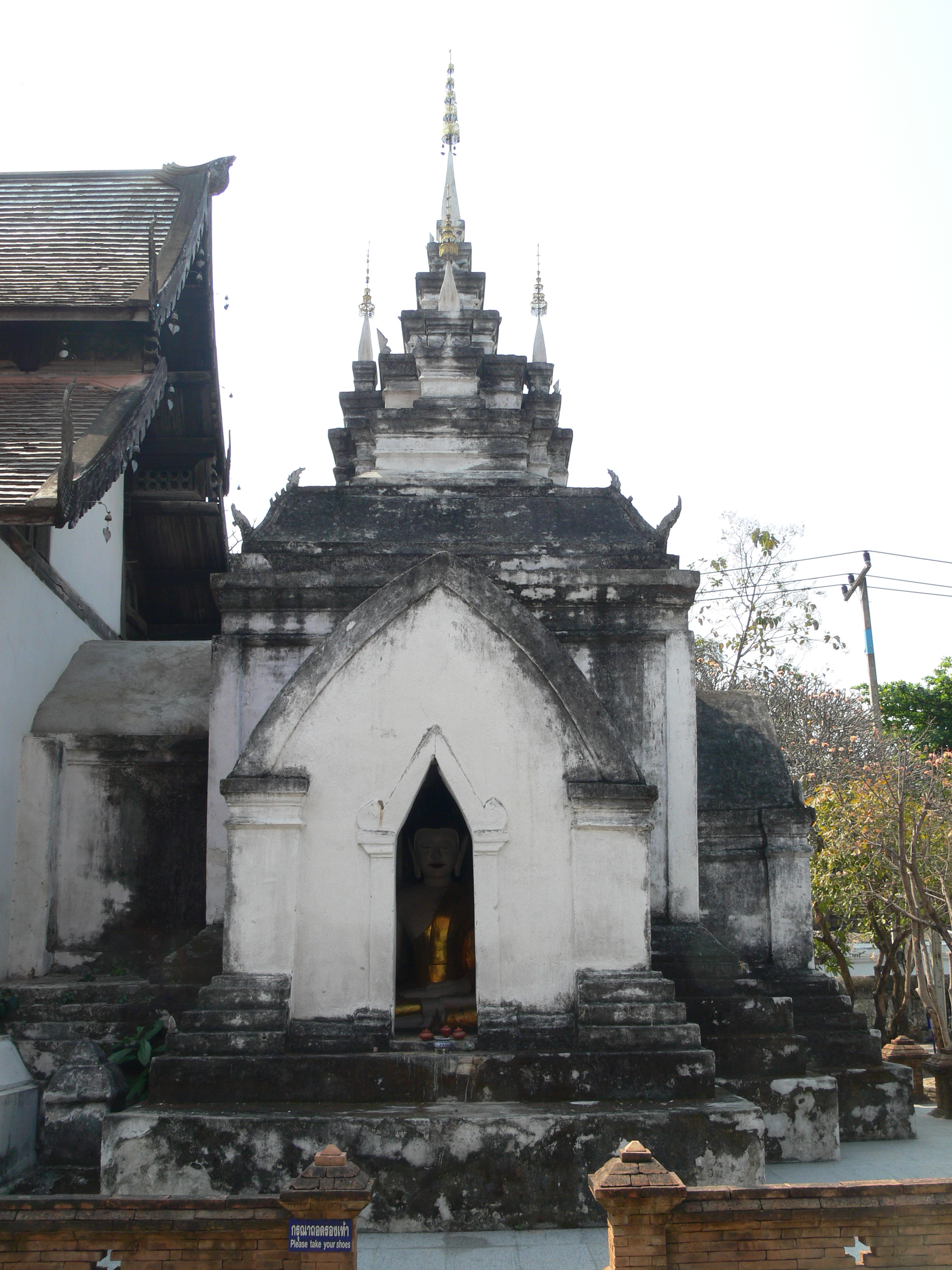
Wat Prasat met de wel toegankelijke verbindingstunnel naar het inwendige van de Chedi.

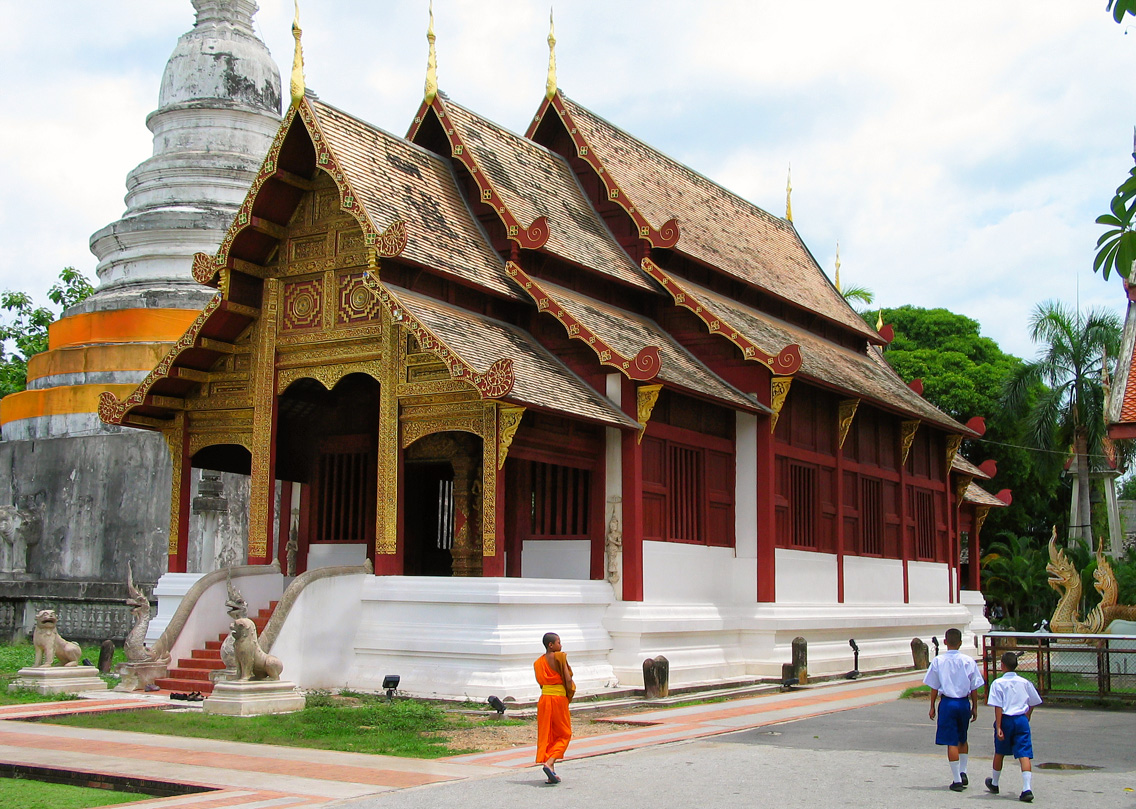
De ubosot van Wat Phra Singh is een song sanga ubosot

Wat Phra Singh (volledige naam: Wat Phra Singh Woramahaviharn – Thai: วัดพระสิงห์วรมหาวิหาร – RTGS: wat phra sing wora maha wihan ) is een Boeddhistische tempel (wat) in Chiang Mai, Noord Thailand.
Koning Ananda Mahidol (Rama VIII), de oudere broer van koning Bhumibol Adulyadej (Rama IX), heeft in 1935 aan deze tempel de rang Koninklijke tempel van de eerste klasse verleend.

## Ligging
Wat Phra Singh ligt in het westen van de oude (ommuurde) binnenstad van Chiang Mai. De hoofdingang, door Singhs (leeuwen) bewaakt, ligt aan het einde van de 'hoofdstraat' van Chiang Mai. Deze loopt van hier naar het oosten, via de Tha Phae stadspoort tot aan de rivier de Ping.

## Betekenis
De tempel huisvest een heel belangrijk Boeddhabeeld: de Phra Boeddha Sihing, waaraan de tempel ook zijn naam aan te danken heeft. De herkomst van dit beeld is onbekend, maar volgens een legende is hij gemaakt naar voorbeeld van de leeuw van Shakya, een beeld dat zich in de Mahabodhitempel in Bodhgaya (India) bevond, maar dat verloren is gegaan. Via Sri Lanka zou het beeld dan in Ligor (het huidige Nakhon Si Thammarat) beland zijn, om vandaar via Ayutthaya naar Chiang Mai te zijn gebracht. Er zijn drie Boeddhabeelden in Thailand waarvan wordt beweerd dat ze de Phra Boeddha Sihing zijn. Naast die in Wat Phra Singh is er nog een in Wat Phra Mahathat in Nakhon Si Thammarat en een in het Nationaal Museum (Bangkok) in Bangkok.
In 1922 zou het hoofd van het beeld gestolen zijn, maar daarover bestaat onzekerheid. Het is dus mogelijk dat het huidige beeld (of alleen het hoofd) een kopie is.
Ieder jaar tijdens het songkran festival wordt het beeld uit de Wihan Lai Kham gehaald en in een processie door de straten van Chiang Mai gevoerd, waarbij het beeld door de gelovigen wordt geëerd door het met water te besprenkelen.

## Geschiedenis
Aan Wat Phra Singh werd in 1345 begonnen, toen koning Pha Yau, de derde koning van de Mengraidynastie, een Chedi liet bouwen voor de as van zijn vader koning Kham Fu. Enkele jaren later werden een wihan en enkele andere gebouwen toegevoegd, en kreeg het geheel de naam Wat Lichiang Phra. Toen in 1367 de Phra Buddha Sihing hier werd ondergebracht, kreeg het zijn huidige naam. Bij restauratiewerkzaamheden in 1925 werden in een kleine chedi drie urnen ontdekt, waarvan men aannam dat deze de koninklijke as bevatten. De urnen zijn daarna echter verloren gegaan. In de 18e eeuw was de tempel in verval geraakt, totdat koning Kawila in 1782 aan de macht kwam. Deze liet de ubosot bouwen en liet verder de chedi vergroten. Kawila's opvolgers lieten nog de Ho Trai (bibliotheek) bouwen.
In de jaren 20 van de twintigste eeuw heeft de beroemde monnik Khru Ba Srivichai het gehele tempelcomplex gerenoveerd. De meeste gebouwen van het complex werden in 2002 opnieuw gerestaureerd.

## Bezienswaardigheden
- Wihan Luang – de oorspronkelijke Wihan werd 1925 door het huidige gebouw vervangen.
- Wihan Lai Kham – deze Wihan is wel de hoofdattractie van het tempelcomplex. Hij werd gebouwd rond 1345 om de Phra Boeddha Sihing te huisvesten, en is een voorbeeld van de klassieke Lanna architectuur. Niet alleen het Boeddhabeeld, maar ook de muurschilderingen zijn zeer bezienswaardig. Op de linkermuur is de vertelling van Songthong afgebeeld en op de rechtermuur die van Suwanna Hongse.
- Ubosot – in 1806 gebouwd, heeft twee ingangen, een zuidelijke voor monniken en een noordelijke voor nonnen. Binnen staat een mondop met de Phrachaotongtip Boeddha. Dit is een klein formaat kopie van de Phra Boeddha Sihing die door de Thais ook wel 'Phrasinghanoi' (noi = klein) wordt genoemd. Aan de noordzijde, bij de nonneningang staat een kopie van de Smaragdgroene Boeddha.
- Ho Trai – net als de Wihan Lai Kham is ook deze Ho Trai een voorbeeld van de klassieke Lanna architectuur. Het is een der fraaiste Ho Trai gebouwen van heel Thailand. De wachters langs de trap bestaan uit leeuwen die uit de bek van een makkara komen; een weinig voorkomende combinatie.
- De hoofd-Chedi – een door vier olifanten 'gedragen' Chedi. Uit de hoge vierkante basis steken de voorlichamen van olifanten. De klokvormige reliekkamer staat hierbovenop. Rond de chedi staan ook nog drie satellietchedi's.
- De Kulai Chedi – een vierkant bouwwerk dat via een korte tunnel met de Wihan Lai Kham is verbonden. De tunnel is niet toegankelijk voor bezoekers. In de Chedi werd tijdens restauratiewerkzaamheden een gouden kistje gevonden, dat na voltooiing van de restauratie weer teruggeplaatst werd in de chedi. NB De naburige tempel Wat Prasat heeft een chedi die in stijl gelijkt op de Kualai Chedi, en die eveneens via een korte tunnel met de wihan is verbonden. Deze chedi is wel toegankelijk. Om deze toegang mogelijk te maken ontbreekt het gebruikelijke altaar achter in de wihaan; het hoofd-boeddhabeeld bevindt zich in de chedi.

## Meer foto's

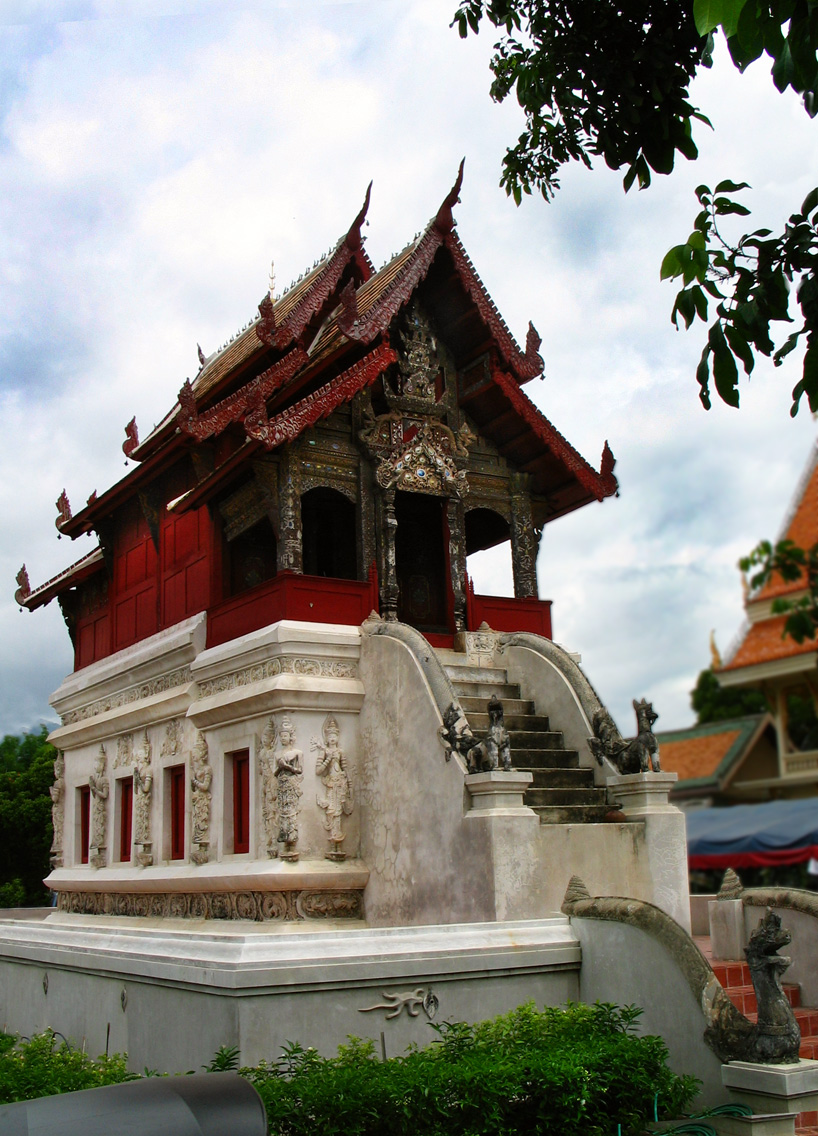
Ho Trai (Bibliotheek)
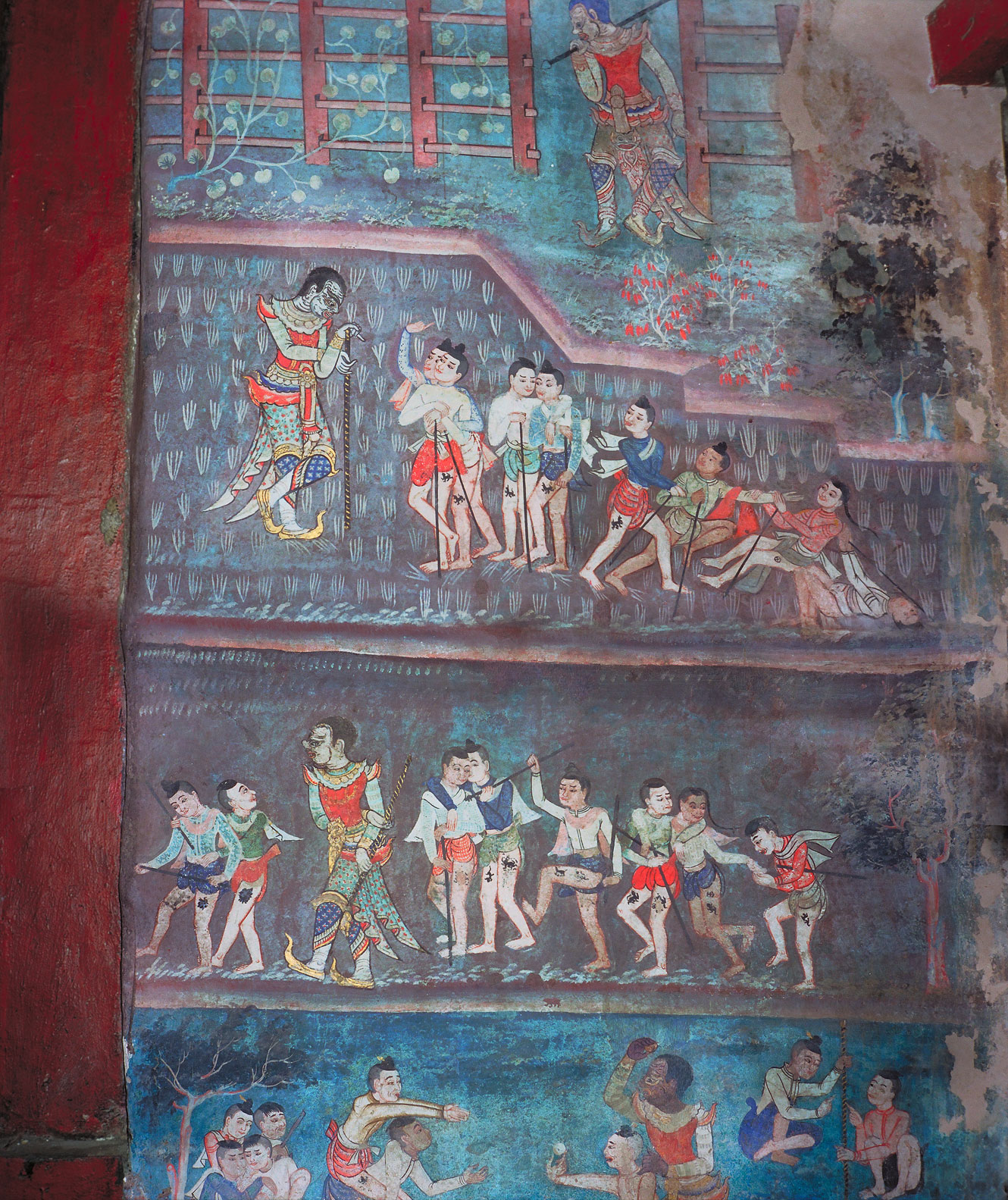
Muurschildering in de Wihan Lai Kham
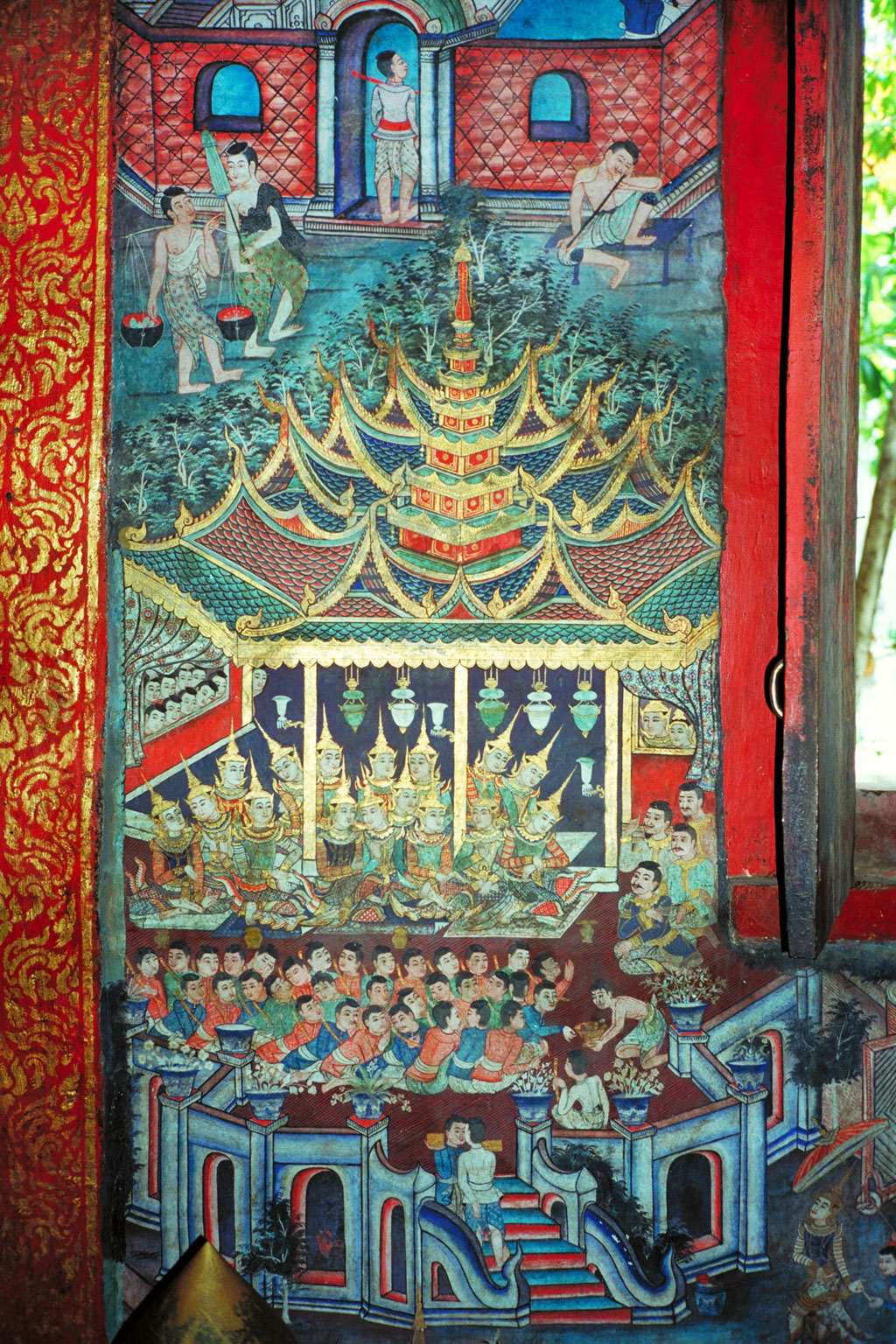
Muurschildering in de Wihan Lai Kham
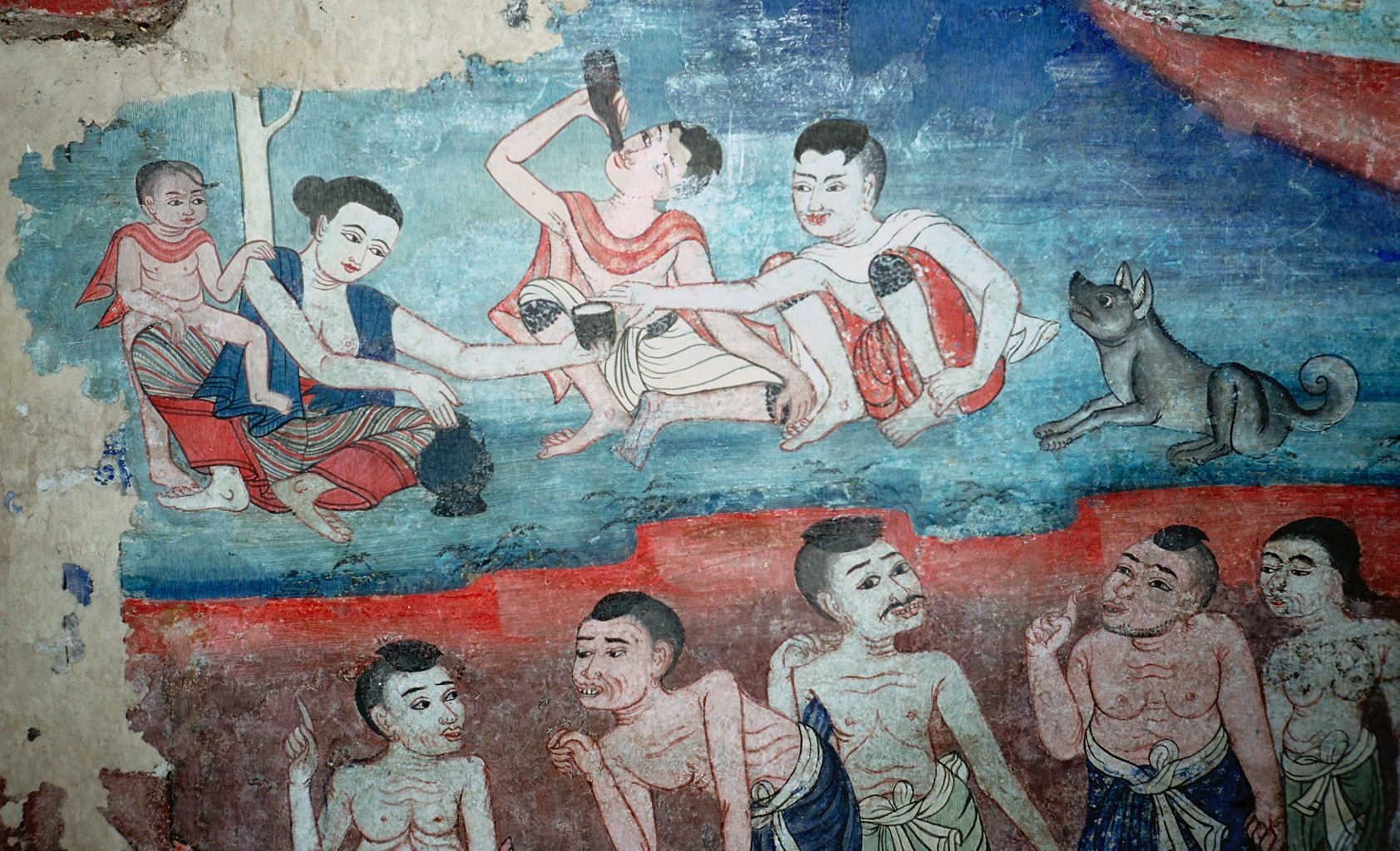
Muurschildering in de Wihan Lai Kham